# Piedra seca

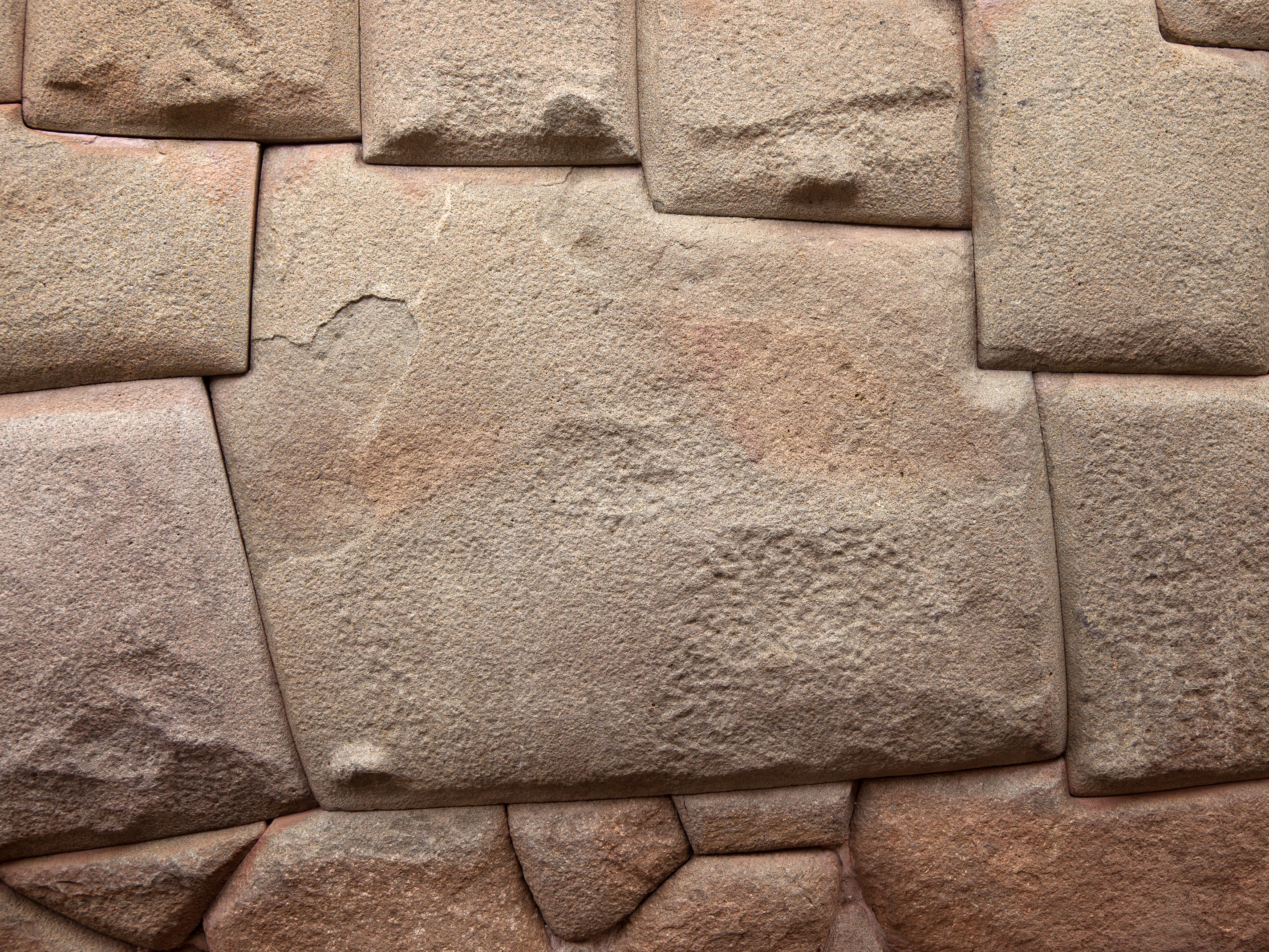
Piedra de los doce ángulos del muro inca erigido en piedra seca (Cuzco, Perú). Autor: Unukorno.

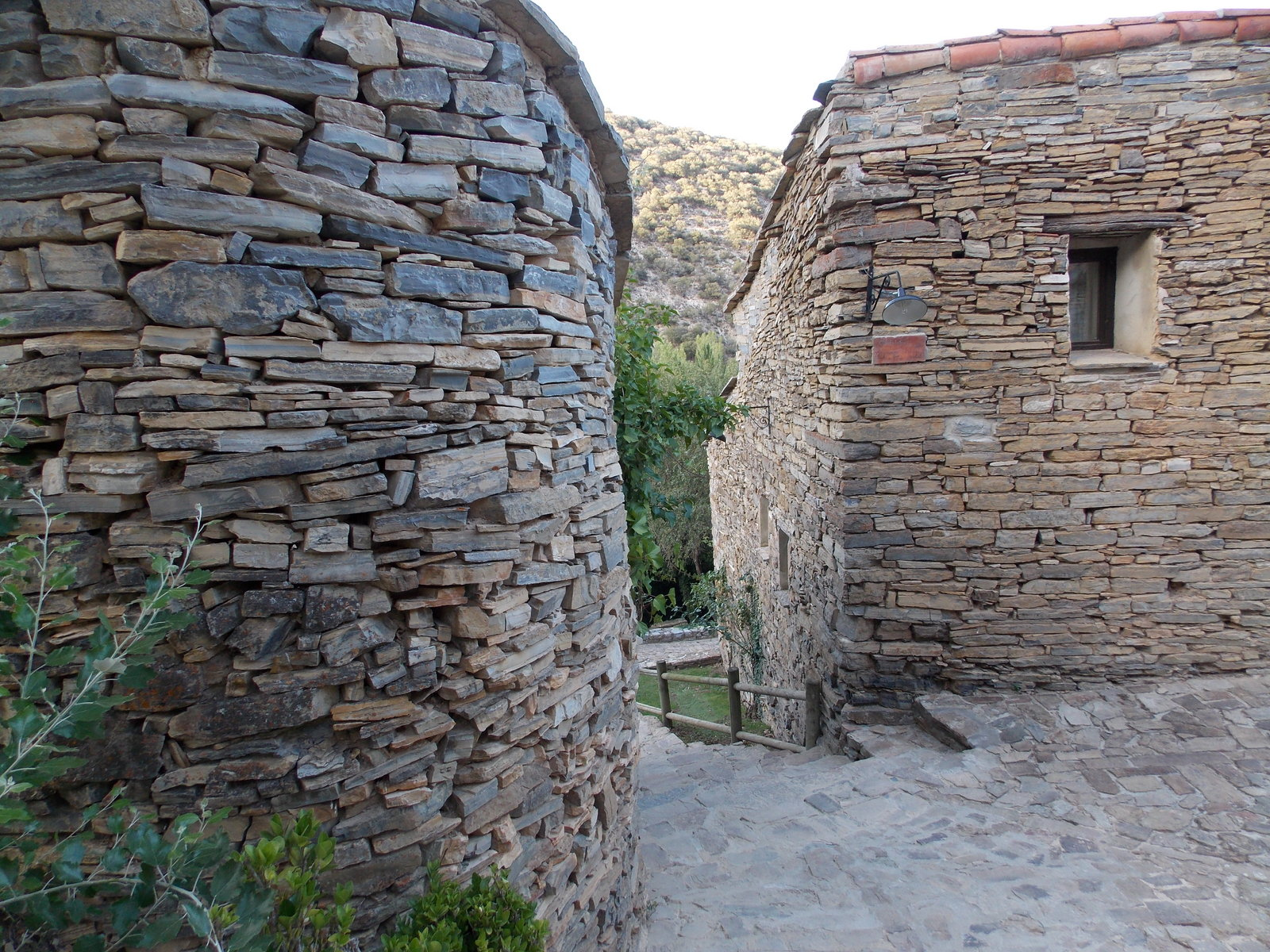
Calle y construcciones típicas con piedra seca del despoblado rehabilitado de Valdelavilla, Soria (España). Autor: Motta.

"Piedra seca", "pared seca", "piedra en seco" o "albarrada",  son términos que aluden a una técnica constructiva de origen tradicional y popular que se lleva a cabo mediante el uso de piedras, prescindiendo totalmente de mortero o argamasa. En ciertas ocasiones, se emplea arena seca para rellenar los huecos de la pared, de ahí la denominación (cita requerida).
Las piezas de roca, conocidas como mampuestos, a veces talladas, se disponen de manera adecuada para construir estructuras como bancales, muros, represas, chozos de pastor y otras obras, sin necesidad de argamasa que las una. Esto se logra gracias a la correcta disposición, el máximo contacto entre las piezas y la acción de la gravedad.

## Historia
El origen de las construcciones de piedra en seco se remonta a la antigüedad y está vinculado a dos premisas que han perdurado a lo largo del tiempo: la necesidad y la técnica constructiva. La necesidad inicial probablemente estuvo relacionada con refugiarse de las inclemencias del tiempo, mientras que la técnica constructiva surgió como una respuesta defensiva ante otros grupos.
La revolución del Neolítico transformó al hombre recolector-cazador y nómada en agricultor, ganadero y sedentario. Este cambio le planteó nuevas necesidades, algunas de las cuales fueron resueltas mediante el uso de la piedra en seco.

## Construcción
Las piedras, ya sean cortadas o no, se disponen de manera conveniente para construir sin necesidad de ningún material que las una. La construcción se realiza mediante la búsqueda de una disposición correcta y adecuada, procurando lograr el máximo contacto entre las piezas. Se emplean piedras de diversas formas y tamaños en ubicaciones apropiadas para optimizar el efecto de la gravedad y prevenir posibles derrumbamientos.

En su nivel más básico, esta técnica prescinde del uso de herramientas. Cuando las piedras tienen una apariencia favorable, se erige el muro utilizando únicamente las manos. En el extremo opuesto de esta escala se encuentra el trabajo con sillares perfectamente tallados, que encajan y se asientan sin necesidad de argamasa alguna.

## Pared seca en Europa
La técnica de la piedra seca exhibe una rica diversidad tipológica en gran parte del continente europeo. Se manifiesta a través de extensos espacios con terrazas que dan forma a entornos de destacado valor tanto constructivo como paisajístico. Estas estructuras se prominentemente en diversas áreas, desde las regiones mediterráneas hasta los valles fluviales de Portugal, Suiza y Alemania, así como en distintos puntos del arco alpino. Son un caso típico de cierre de forma.
En Europa estas construcciones desempeñan roles multifuncionales, sirviendo como refugios tanto para seres humanos como para animales. Ejemplos notables incluyen las "bories" en el sur de Francia, así como los "caselli" y los "trulli" en Italia. Además, se empleaban muros de piedra seca para delimitar propiedades y espacios agrícolas o ganaderos, tanto en la región mediterránea como en áreas más septentrionales, como Irlanda, País de Gales y Escocia (por ejemplo, el poblado de Skara Brae), así como algunas islas de Suecia.
En 2018, la UNESCO inscribió esta práctica en la Lista Representativa de Patrimonio Cultural Inmaterial de la Humanidad, con la denominación Conocimientos y técnicas del arte de construir muros en piedra seca, afectando territorialmente a Croacia, Chipre, Francia, Grecia, Italia, Eslovenia, España y Suiza.

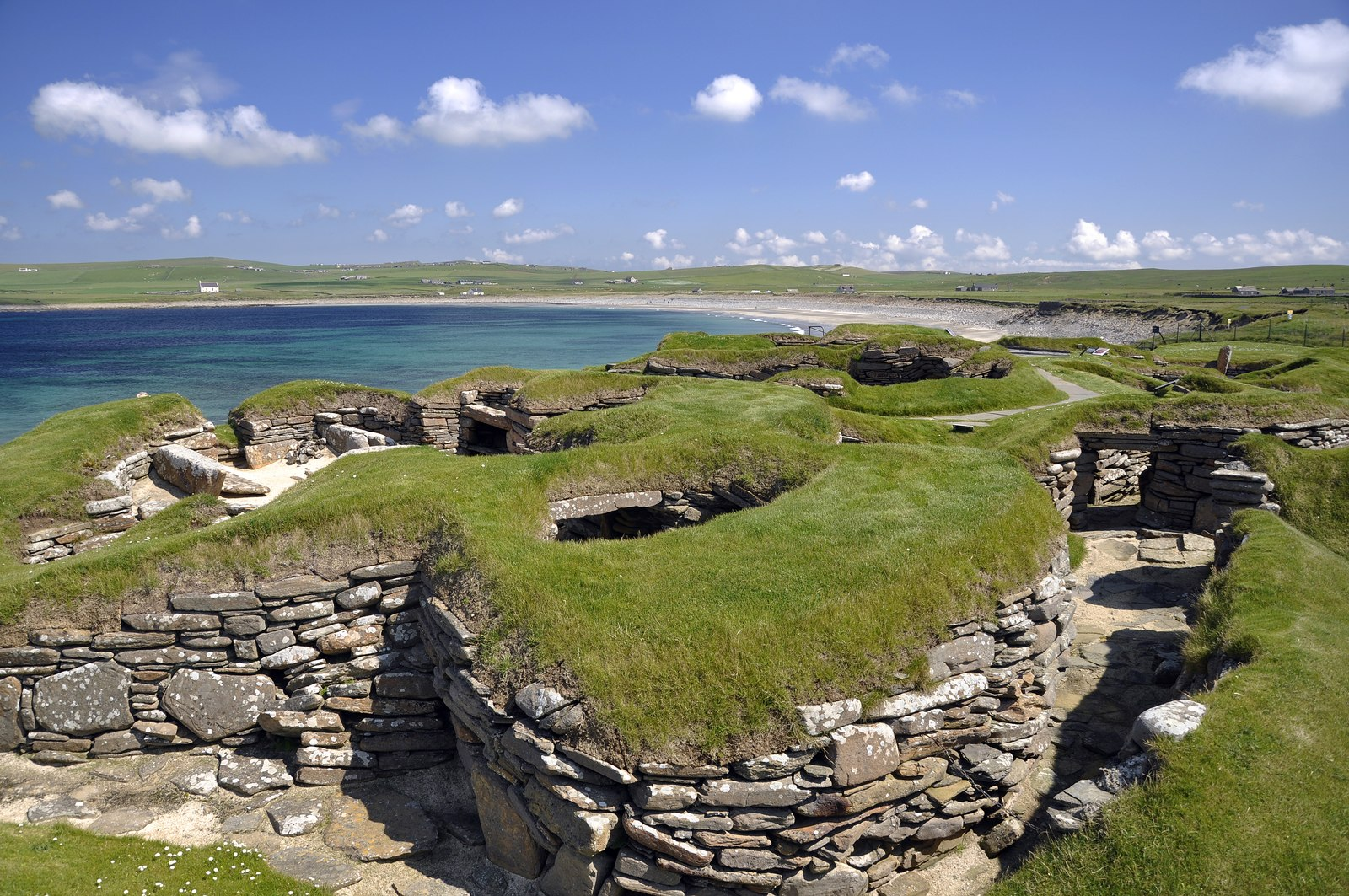
Poblado de Skara Brae, Escocia (Reino Unido). Autor: Stuart Wilding.

## Pared seca en España
Suele encontrarse en la zona levantina y del sur de España.

### Andalucía

#### Piedra seca en Sierra Mágina, Jaén
Las construcciones en piedra seca son comunes en diversas regiones geográficas, pero cada lugar presenta singularidades culturales distintivas. En el entorno rural de Sierra Mágina, ubicado en la provincia de Jaén, se destacan numerosas obras de notable valor histórico y etnológico, como chozos, pozos, eras y hormas. En el Parque Natural de Sierra Mágina, la piedra caliza prevalece, siendo el material principal en estas construcciones de arquitectura tradicional.
Particularmente característicos en esta región son los muros de contención de piedra seca conocidos como "hormas". Estas estructuras, construidas con piedra caliza sin labrar y sin la utilización de argamasa, se ensamblan de manera precisa para delimitar terrazas, prevenir la erosión y optimizar el terreno para fines agrícolas. Un ejemplo destacado de ingeniería se encuentra en la Huerta de Pegalajar, donde la destreza de los maestros hormeros ha logrado integrar la construcción de hormas de manera armoniosa en el paisaje y la naturaleza de la comarca.

### Aragón

#### Piedra seca en el Maestrazgo (Aragón)

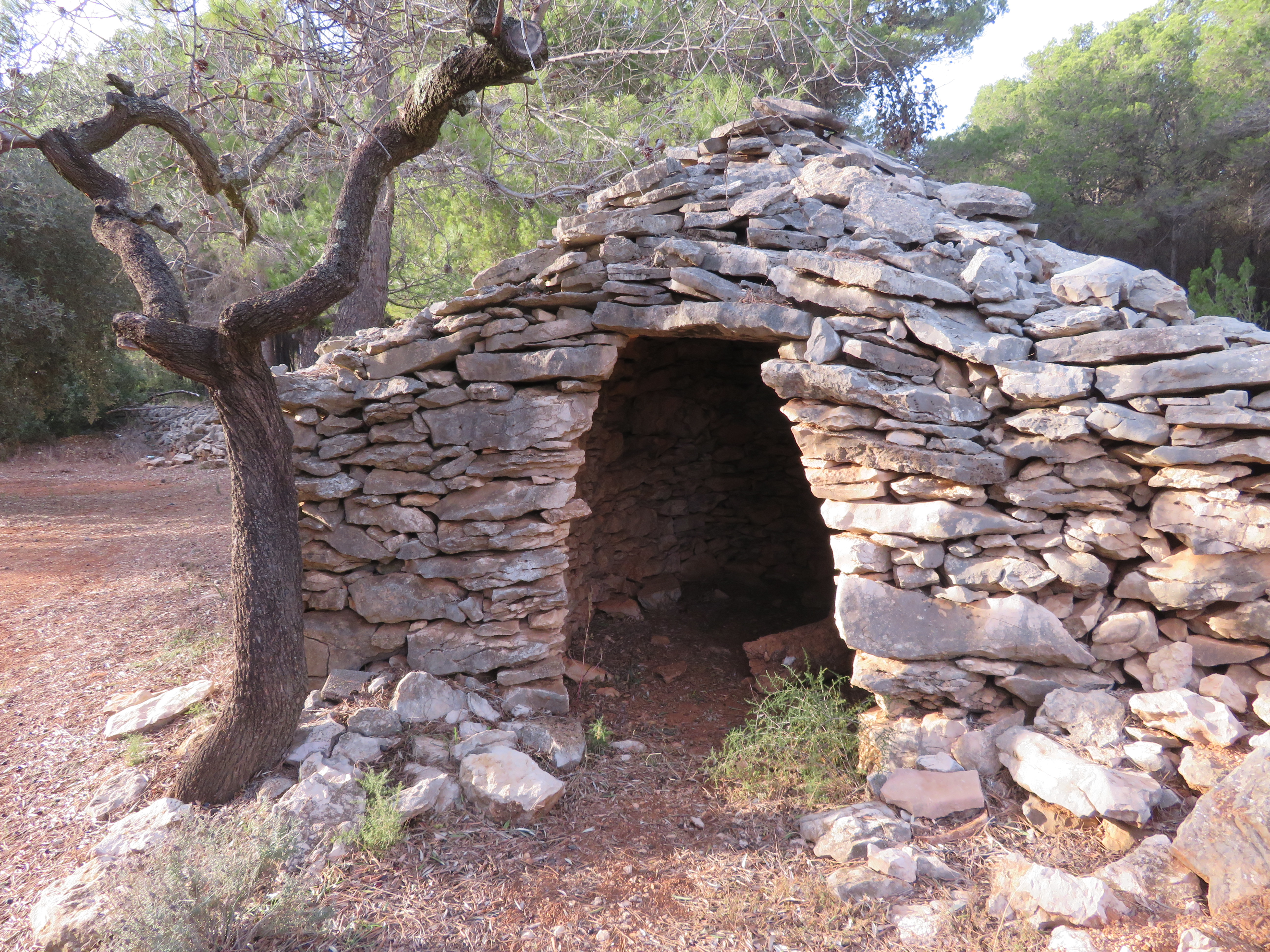
Barraca construida con la técnica de la piedra en seco. Parque cultural de la Valltorta-Gasulla.

En la región montañosa del sur de Aragón, ubicada en una de las estribaciones del Sistema Ibérico, abarcando tanto la Provincia de Teruel como una parte de la Provincia de Castellón, se encuentra una notable concentración de edificaciones rurales y muros construidos en piedra seca. Estos elementos se extienden por prácticamente todas las laderas montañosas donde históricamente se desarrollaron actividades agrícolas y ganaderas.
Aunque algunos de estos elementos pueden remontarse a épocas anteriores, la mayoría de los muros y construcciones asociadas, como refugios de pastores, neveras, etc., se originaron con los cercamientos de campos para el ganado durante el siglo XVIII. Construidos con la piedra caliza local en forma de lajas y ensamblados sin el uso de aglutinantes, estos muros cumplen principalmente funciones de delimitación de terrenos y albergan casetas conocidas como "casas ibéricas", utilizadas como refugios para pastores y para llevar a cabo labores agrícolas. Estas casetas presentan bóvedas creadas mediante la técnica de aproximación de hiladas, una de las técnicas de construcción más antiguas, con raíces que se remontan a la época megalítica en otras regiones de la Península Ibérica.
Un detalle peculiar es que la construcción o reparación de estos elementos, en particular los muros, se realizaba tradicionalmente los días de Jueves Santo, como parte de una antigua tradición.

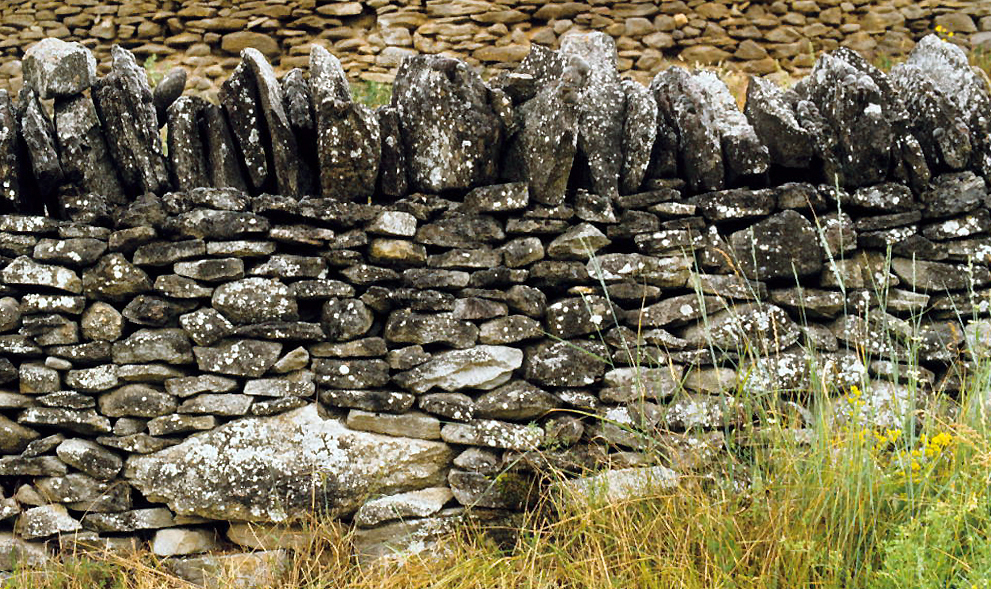
Muros de Jacetania, en el Pirineo de Aragón, Huesca. Autor: LBM1948.

Aunque el origen exacto de estas construcciones permanece desconocido, se destaca un puente medieval de estilo gótico en la Puebla de San Miguel que incorpora esta técnica en sus barandillas. Sin embargo, es posible que esta característica sea el resultado de una reconstrucción posterior al período original de construcción del puente.
Reconociendo su valor patrimonial, el Gobierno de Aragón designó a estos elementos como Bien de Interés Cultural (BIC) en el año 2002. Posteriormente, en 2018, la UNESCO los incluyó en la lista del Patrimonio Inmaterial de la Humanidad, destacando su extensión que abarca varios miles de kilómetros de muros, una dimensión aún por cuantificar completamente.

### Baleares

#### Pared seca en Menorca
Menorca presenta un paisaje distintivo y singular, modelado por la intervención humana y sus construcciones, que con el transcurso de los siglos se han integrado armoniosamente en el entorno. Un elemento característico que define la diferencia en el paisaje es la "pared seca" (llamada "paret seca" en menorquín), que meticulosamente divide de manera interminable los campos de la isla. Estas paredes, a modo de cercas, rodean porciones de tierra conocidas como "tancas" en mallorquín. Según la tradición popular, se estima que si se colocaran todas las paredes secas de Menorca en fila, darían más de una vuelta al mundo.

En Menorca es común encontrarse con dos escalones en algún punto de la pared, denominados "botadors", utilizados para saltar de un lado al otro de la misma. El término "paredador" se refiere al oficio de aquellos que construyen estas paredes, siendo uno de los oficios tradicionales más antiguos.Aunque podría pensarse que las paredes secas utilizadas en las cercas tienen como antecedente las construcciones megalíticas como talayots, navetas o taulas, esta idea es incorrecta. Existe una notable diferencia entre la pared seca de las cercas y la piedra seca empleada en los mencionados monumentos megalíticos. Mientras que la pared seca es individual o de grupos reducidos y utiliza piedras más pequeñas, las antiguas construcciones requerían una gran cantidad de mano de obra y eran erigidas gracias a la colaboración de todo el clan.

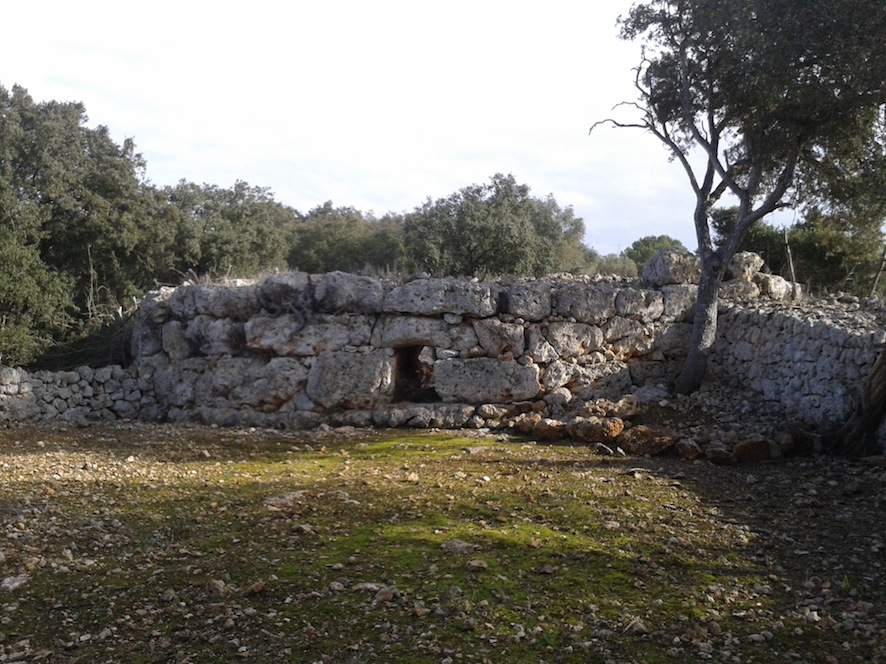
Tanques de Taialot Circulat, a Menorca. Autor: Aforesg.

La aparición de la pared seca en Menorca se debe a la presencia natural de afloramientos de piedra en la isla. Esta técnica local utiliza diversos materiales, como las piedras superficiales. Con el tiempo, se establecieron canteras que permitieron la selección de diferentes tipos de piedra y su aspecto, aunque esto complicó su integración en el entorno. Una posible razón para el surgimiento de la pared seca podría estar relacionada con la necesidad de encontrar un método efectivo para la división de propiedades. Este problema se resolvió utilizando el material más abundante y accesible en la isla: las piedras. La tradicional utilización que los habitantes de Menorca han hecho de los recursos naturales disponibles y la transformación resultante en los paisajes, bosques y pastizales, rodeados por la pared seca, han conferido al paisaje menorquín una característica distintiva y representativa de la isla. La técnica de la pared seca también se emplea en la construcción de algunos edificios, como establos, y en la actualidad, como elemento decorativo.
Ventajas: la pared seca, utilizada para la construcción de vallas, remueve una gran cantidad de piedras, facilitando la labranza y haciendo que el campo sea más cultivable. Además, estas paredes protegen la vegetación y los cultivos de los vientos predominantes que cruzan constantemente la isla. La pared seca divide y delimita campos, caminos y fincas, permitiendo así el pastoreo rotativo.

### Cataluña
En Cataluña, esta técnica tiene el nombre de "Pedra seca". Se encuentra presente en diversas comarcas, entre las cuales se destacan el Campo de Tarragona, el Panadés, Las Garrigas, Segriá, la Ribera d'Ebre, Tierra Alta, Ampurdán, Montsiá, entre otras. Estas construcciones han tenido un impacto significativo, especialmente en el sector primario, dando forma a un paisaje agrícola y ganadero distintivo. Entre los cultivos predominantes se encuentran el olivo, la viña, el almendro y los cereales.
Esta técnica se emplea para diversas arquitecturas, como el acondicionamiento de fincas, el almacenamiento de agua y el soporte a la actividad agrícola y ganadera. La arquitectura de acondicionamiento de fincas utiliza dos elementos principales: el "marge" y el "marge de despedregar". El primero se utiliza para nivelar pendientes, formando terrazas y ganando terreno cultivable. Además, ayuda a controlar el flujo del agua, retener la humedad y prevenir la erosión. El "marge de despedregar" cumple funciones adicionales, como la división de propiedades, el almacenamiento de piedras y la creación de terrazas en terrenos inclinados.
La arquitectura de soporte a la actividad agrícola y ganadera se basa en cinco elementos: "barraques de vinya", "cabanes de volta", "balmes murades", "cabanes de teula" y "recers o paravents". Las "barraques de vinya" utilizan un sistema de sobreposición de piedras para formar estructuras cónicas utilizadas en todo el Mediterráneo y específicamente en Cataluña, en las comarcas centrales, el campo de Tarragona y el litoral. Las "cabanes de volta" son construcciones en pendiente con hileras de sillares formando arcos de medio punto, presentes en varias comarcas. Las "Balmes murades" son cuevas naturales acondicionadas con paredes exteriores de piedra seca. Las "cabanes de teula" son construcciones cuadradas o rectangulares con paredes de piedra seca y techos de teja árabe.
En cuanto a la gestión del agua, los elementos más característicos en Cataluña son las "basses", "cisternes i aljubs", y "cogulles". Las "basses" son depósitos sedimentarios al aire libre, generalmente circulares, con una pared lateral de piedra seca y una base de arcilla. Las "cisternes i aljubs" son depósitos más avanzados, soterrados y cubiertos, con una cabina cerrada para la extracción de agua. Por último, las "cogulles" son depósitos excavados en roca con forma rectangular.

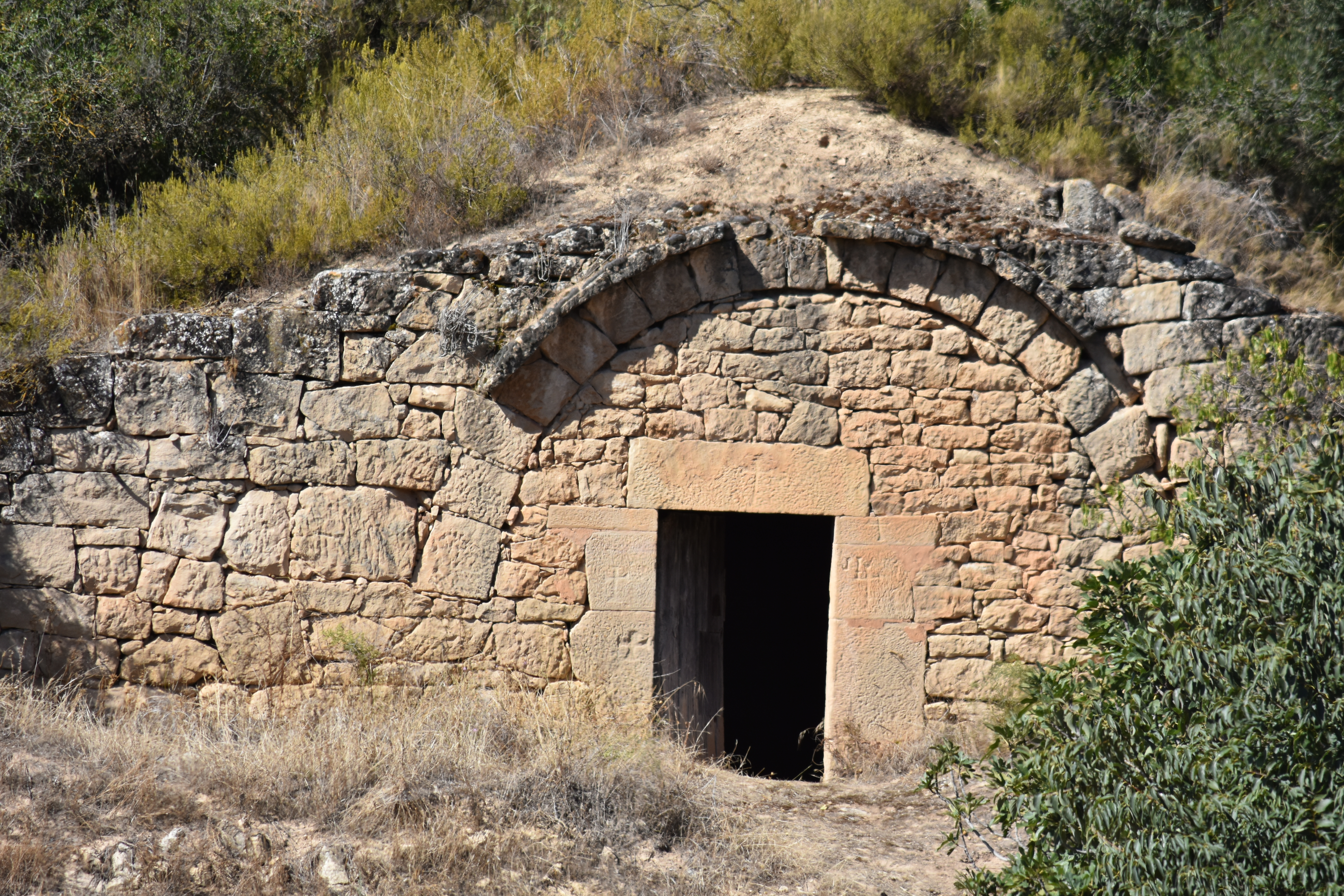
Cabana de volta "Comellarada l'Adroguer, l'Albí". Autor: Mafricadsp.

### Comunidad Valenciana

#### Piedra seca en la Sierra de Enguera, Valencia

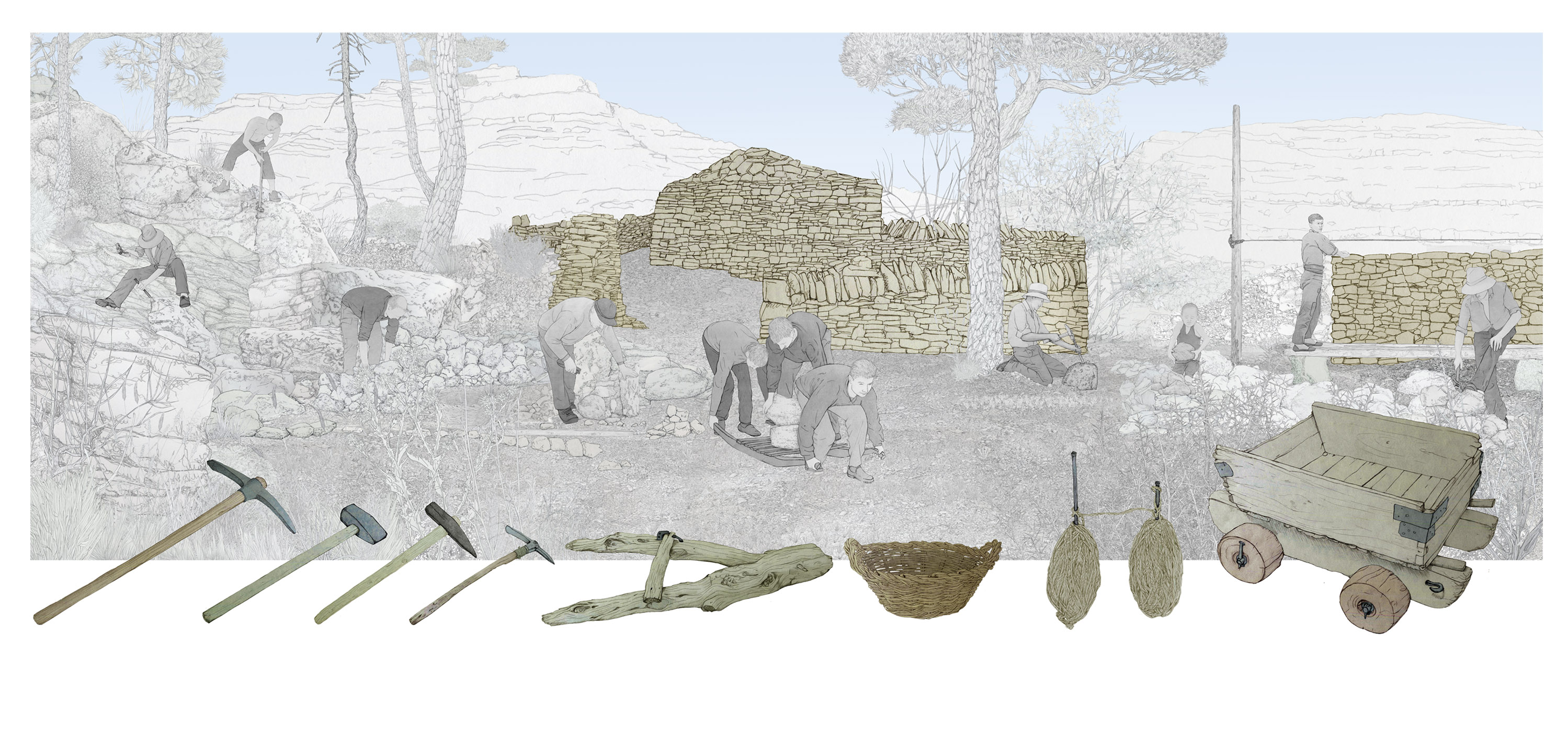
Proceso de construcción con la técnica de la piedra seca. Ilustraciones del Museo Valenciano de Etnología.

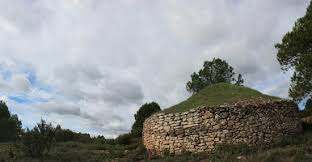
El Cuco Magna es uno de los cucos de mayor tamaño del término municipal de Enguera, Valencia. Autor: Juanjocas68.

La sierra de Enguera, ubicada en el extremo suroeste de la provincia de Valencia, constituye los últimos relieves del Sistema Ibérico, compartiendo esta categoría con la sierra de La Plana (Enguera, Valencia). Al sur de estos relieves, los primeros elevamientos prebéticos son representados por la serra Grossa, en la comarca de La Costera, Valencia.
En Enguera y en menor medida en los municipios circundantes, la tipología de construcción en piedra seca más ampliamente difundida son los "cucos", equivalentes a , chozos, cubillos, bombos, barracas, entre otros, en otras regiones geográficas.
De acuerdo con la definición de Castellano Castillo (2001, 23), el cuco se erige como un elemento característico y definitorio del paisaje agrario enguerino. Se trata de una construcción que se erige en las fincas de secano de pequeño y mediano tamaño, alejadas del casco urbano. En el cuco, prevalece el aspecto práctico sobre cualquier otro, siendo el valor estético considerado como un añadido, generalmente no buscado de manera intencionada por el constructor.
A diferencia de construcciones similares en otras regiones, los cucos en Enguera funcionan como refugios vinculados a los ciclos agrícolas. Se utilizan como resguardo frente a las inclemencias del tiempo y en momentos en los que las labores agrícolas requieren una presencia más constante del agricultor en la finca, haciendo poco prácticos los desplazamientos al núcleo urbano debido a su lejanía. La técnica de la piedra en seco también se emplea en la construcción de calzadas (bancales), majanos, pozos, barracas y puentes.

### Región de Murcia

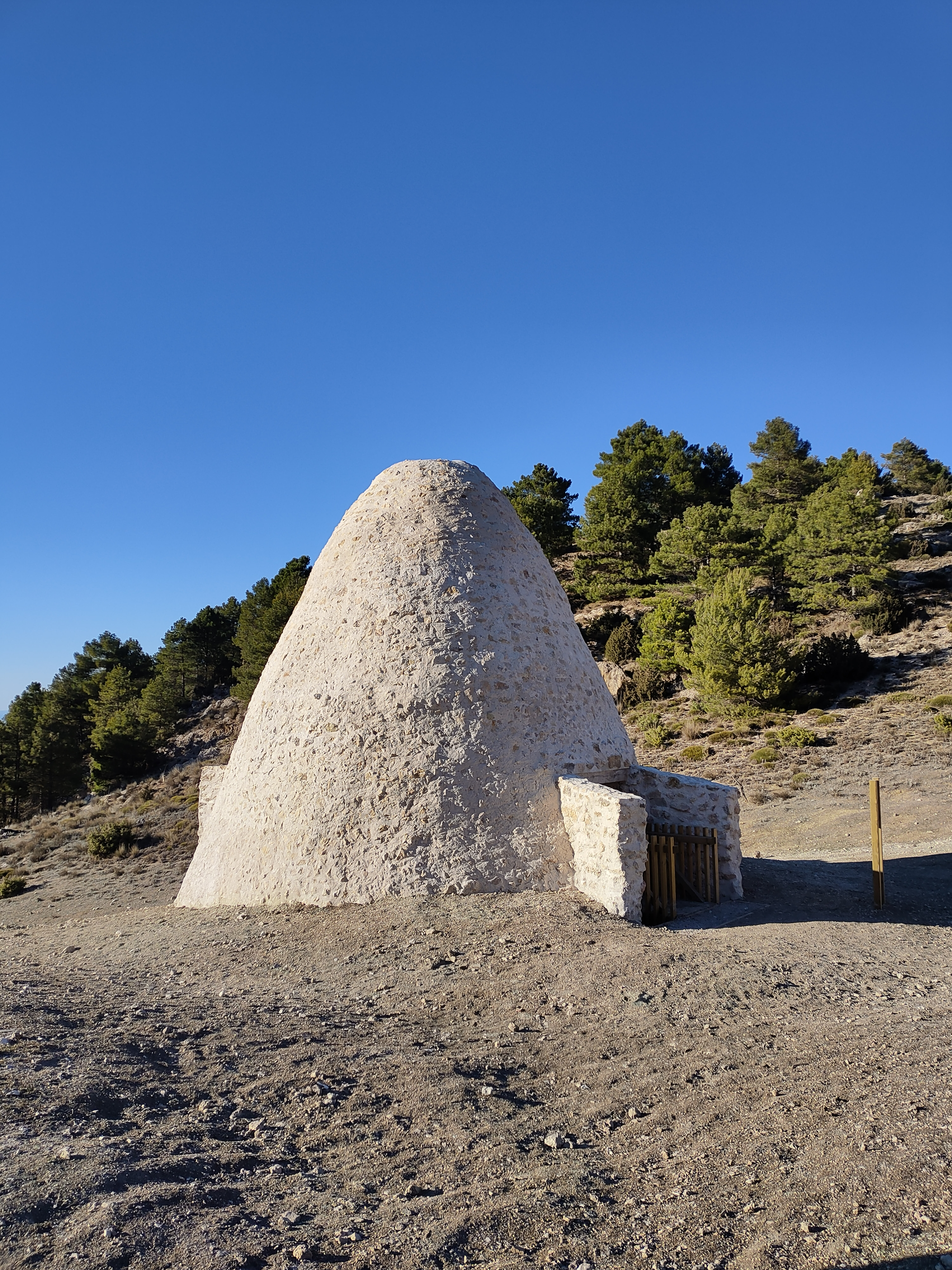
Pozo de nieve en Sierra Espuña, Región de Murcia. Autor: Lorenzo Soriano.

En Murcia, la práctica de la técnica de construcción de piedra seca enfrenta la amenaza de desaparición. Con el objetivo de destacar esta preocupante realidad, la Dirección General de Patrimonio Cultural de la Región inició, en el año 2022, el proceso para la declaración de Bienes de Interés Cultural (BIC) de carácter inmaterial, brindando respaldo a la técnica de construcción de la piedra seca.
Esta tradición arquitectónica abarca de construcciones y elementos distintivos que se distribuyen desde el Altiplano de Murcia hasta la zona del Campo de Cartagena. Entre ellas, destacan ejemplos emblemáticos como los cucos de Jumilla y Seca. Además de estas edificaciones, se encuentran otras estructuras arquitectónicas, como escorrentías, pozos de nieve, senderos y hormas que estabilizan el suelo, desempeñando un papel crucial en el apoyo a los cultivos de secano y contribuyendo así a combatir la desertificación.
La presencia de construcciones de piedra seca también se evidencia en la zona del Valle de Ricote en la región de Murcia. A lo largo del curso del río Segura, esta técnica se encuentra estrechamente vinculada a municipios como Cieza, Abarán, Blanca, Ricote, Ojós, Villanueva y Archena.

## Museos
- En Torrebeses (Lérida), se puede encontrar el Centre d'Interpretació de la Pedra Seca.[2]
- En Vilafranca del Cid (Castellón) se localiza el Museu de la Pedra en Sec.
- En la Comarca Oeste de Cartagena.